# Meli
För andra betydelser, se Meli (olika betydelser).
Meli är en berättelse av Selma Lagerlöf, en av hennes få genuina barnberättelser. Den trycktes första gången i en tidskrift för vuxna, Varia (1901). Senare omarbetades den och publicerades 1909 som bilaga till Guldslottet av Folkets barntidning. Berättelsen gestaltar "hur själsliga krafter betvingar en torftig och tung verklighet."

## Handling
Meli är en liten puckelryggig flicka, som är för klen för att gå i skolan och leka med andra barn. Men hon får mening i sitt liv när hon tar hand om sjuka djur.

## Utgåvor
- Meli: berättelse, med illustrationer i färg av Gerda Tirén, 1909
- Meli: berättelse, ill. av Helge Artelius, 1934
- Meli, i Från skilda tider: efterlämnade skrifter. 2, 1945
- Meli och andra berättelser, ill. av Harald Gripe, 1959